# Hulkkioja
De Hulkkioja is een beek, die stroomt in de Zweedse  provincie Norrbottens län. Zij is een waterleverancier van de Säivärivier. Zij ontvangt haar water van de heuvel Hulkkivaara en is ongeveer 2,5 kilometer lang.